# 巴勃罗·布兰丹
巴勃罗·布兰丹（Pablo Brandán，1983年3月5日—），是一名阿根廷职业足球运动员，司职中场。现在效力于以色列足球超级联赛球队比达尔耶路撒冷。

## 俱乐部生涯
布兰丹在阿根廷球队胡拉坎 开始职业足球生涯，2001年加盟西班牙足球甲级联赛球队阿拉维斯竞技，但没有在球队获得太多机会，先后被租借于西班牙足球乙二级联赛球队布尔戈斯和阿根廷足球甲级联赛球队独立。2004年，布兰丹转会加盟阿根廷青年，一年后又转投恩斯蒂图。2006年，布兰丹重返阿拉维斯竞技，随队征战西乙联赛。
2007年，布兰丹转会加盟罗马尼亚足球甲级联赛球队乌尔济切尼，并帮助球队在2008/09赛季获得联赛冠军，他本人也凭借精彩的表现当选为联赛最佳球员。2010年9月，布兰丹和另一支罗马尼亚球队布加勒斯特星签约。
2012年2月初，有消息称布兰丹将会加盟中国足球超级联赛球队天津泰达。但他在2月27日最终和另一支中超球队辽宁宏运签约。
2013年中超联赛结束后，辽宁宏运没有与布兰丹续约，2014年1月15日，布兰丹自由转会加盟以色列足球超级联赛球队贝塔尔耶路撒冷，合同期到2014年6月。

## 荣誉
乌尔济切尼
- 罗马尼亚足球甲级联赛冠军：2008–09

布加勒斯特星
- 罗马尼亚杯冠军：2010–11

个人
- 罗马尼亚足球甲级联赛最佳球员：2009